# Länsväg 404
Länsväg 404 är en 15 km lång väg mellan Muodoslompolo och Muoniovaara, via Muonionalusta. Liksom andra primära länsvägar med nummer högre än 400 ansluter den till det finska vägnätet. Den förbinder riksväg 99 i Muodoslompolo via regionalväg 954 (som är 200 meter lång) med E8 i Muonio i Finland på andra sidan Muonioälven.

## Historia
En väg fanns på sträckan redan före 1950-talet. Då var det färja över älven ett stycke söder dagens bro alternativt väg på isen mitt emot Muonio. Vägen namngavs Länsväg 404 år 1985. Då gick det fortfarande färja över älven, fast vid Muonio, och en bro byggdes söder om Muonio efter det.

## Korsningar
|  | Nr | Namn                 | Skyltning                                                          |
|  | -- | -------------------- | ------------------------------------------------------------------ |
|  |    | Muodoslompolo        | 99 Pajala Haparanda                                                |
|  |    | bro över Muonioälven | cirka 140 m lång (67°56′23″N 23°39′48″Ö / 67.939845°N 23.663306°Ö) |
|  |    | Muonio               | Gräns Sverige-Finland                                              |
|  |    |                      | Finsk regionalväg 954 ansluter                                     |
|  |    | Muonio               | Den ansluter efter 200 m till E8                                   |